# 535-й истребительный авиационный полк
535-й истребительный авиационный полк (535-й иап) — воинская часть Военно-воздушных сил (ВВС) Вооружённых Сил РККА, принимавшая участие в боевых действиях Советско-японской войны и в Войне в Корее.

## Наименования полка
За весь период своего существования полк несколько раз менял своё наименование:
- Краснокутский штурмовой авиационный полк
- 535-й штурмовой авиационный полк;
- 535-й истребительный авиационный полк;
- Войсковая часть (Полевая почта) 64396.

## История полка
Полк формировался с 28 августа по 1 сентября 1941 года как Краснокутский штурмовой авиационный полк в ВВС 1-й Краснознамённой армии Дальневосточного фронта на базе 78-го шап 34-й смешанной авиационной дивизии по штату 015/137 на самолётах И-15бис со включением в состав 32 смешанной авиационной дивизии ВВС 1-й КА ДВФ. Наименование 535-й штурмовой авиационный полк получил 26 сентября 1941 года. В апреле 1943 года полк переформирован в 535-й истребительный авиационный полк 32 истребительной авиационной дивизии 9-й воздушной армии Дальневосточного фронта с переводом со штата 015/282 на штат 015/284. В июле 1944 года 1-я эскадрилья имела на вооружении самолёты ЛаГГ-3, 2-я аэ — И-16 и 3-я аэ — И-15бис. В сентябре 1944 года 3-я эскадрилья перевооружена на истребители И-16, а 3 октября 1944 года полк получил 30 Як-9Д и приступил к их освоению. К 15 октября полк переформирован по штату 015/364.
К началу войны с Японией (на 08.08.1945 г.) полк имел в боевом составе 42 Як-9. В составе 32-й иад 9-й воздушной армии 1-го Дальневосточного фронта принимал участие в советско-японской войне на самолётах Як-9 с 9 августа 1945 года по 3 сентября 1945 года. Принимал участие в Харбино-Гиринской наступательной операции.
За проявленные образцы мужества и героизма Верховным Главнокомандующим лётчикам полка в составе 32-й иад объявлены благодарности за овладение городами Цзямусы, Мэргэнь, Бэйаньчжэнь, Гирин, Дайрэн, Жэхэ, Мишань, Мукден, Порт-Артур, Харбин, Цицикар, Чанчунь, Яньцзи объявлена благодарность.
Результаты боевой работы в Войне с Японией в документах архивов МО РФ не найдены..

### Послевоенная история полка
После войны с Японией полк в составе 32-й истребительной авиационной дивизии входил в состав 9-й воздушной армии, в 1949 году переименованной в 54-ю воздушную армию Приморского военного округа. В 1952 году в составе дивизии убыл в правительственную командировку в КНР и с 17 августа 1952 года по 27 июля 1953 года в составе 32-й истребительной авиационной дивизии 64-го истребительного авиационного корпуса принимал участие в вооружённом конфликте на территории Кореи (на стороне КНДР) на самолётах МиГ-15.

Результаты боевой работы:

| - Сбито самолётов сил ООН — 18, из них: - бомбардировщиков — 5; - истребителей — 13; - Подбито самолётов сил ООН — 15. | - Свои потери: - лётчиков — 4 (из них 1 — небоевая потеря) - самолётов — 19 |

В составе 32-й истребительной авиационной дивизии полк вернулся в состав 54-й воздушной армии Дальневосточного военного округа. В связи со значительным сокращением Вооружённых сил СССР 9 июля 1960 года полк расформирован.

## Командиры полка
Информация не найдена.

## Лётчики-асы полка
| Фамилия, имя отчество    | Награды | Сбито самолётов (+ в группе) | Примечание                                                              |
| ------------------------ | ------- | ---------------------------- | ----------------------------------------------------------------------- |
| Сиськов Борис Николаевич |         | 5 F-86                       | Лётчик полка в войне с Японией. Боевых вылетов: 90; воздушных боёв: 39. |